# Сан Паоло (Фрозиноне)
Сан Паоло је насеље у Италији у округу Фрозиноне, региону Лацио.
Према процени из 2011. у насељу је живело 50 становника. Насеље се налази на надморској висини од 622 м.